# When I Get Home
When I Get Home is een lied afkomstig van de lp A Hard Day's Night. Dit album werd in 1964 uitgebracht door de Britse popgroep The Beatles als soundtrack bij hun eerste speelfilm, A Hard Day's Night. Het lied staat op naam van het schrijversduo Lennon-McCartney, maar is geheel van de hand van John Lennon.

## Achtergrond
Het jaar 1964 was een hectisch jaar voor The Beatles, waarin ze doorbraken in de Verenigde Staten, een wereldtournee deden waarbij ze onder andere Nederland en Australië aandeden, twee albums opnamen en hun eerste speelfilm maakten. De hectiek en drukte die dit met zich meebracht is terug te horen in de liedtekst van When I Get Home. 

Come on, let me through,
I've got so many things, I've got to do,
I've got no business being here with you.
— When I Get Home - Lennon & McCartney

Ook in de muziek van het nummer is de gehaastheid van Lennon terug te horen, met name doordat het nummer begint met het refrein dat in falsetto gezongen wordt. Muzikaal gezien is het nummer geïnspireerd door de soul- en R&B-muziek van Motown. Volgens Lennon was Wilson Pickett een inspiratie voor het nummer.
Mogelijk verwijst Lennon in de tekst van When I Get Home ook naar de perikelen in zijn huwelijk met Cynthia Powell. Lennon schrijft dat hij zijn vrouw veel zaken te vertellen heeft wanneer hij thuis komt. Volgens Paul McCartney verwijzen veel van de teksten die Lennon voor A Hard Day's Night schreef (bijvoorbeeld ook Tell Me Why, I Should Have Known Better, Any Time at All, I'll Cry Instead en You Can't Do That) naar ruzies met Cynthia of zijn buitenechtelijke affaires.

## Opnamen
Op 2 juni 1964 namen The Beatles When I Get Home op in Studio 2 van de Abbey Road Studios in Londen tijdens de laatste opnamesessie voor A Hard Day's Night. Eerder die dag hadden The Beatles al het door McCartney geschreven Things We Said Today opgenomen en waren ze begonnen aan de opnamen van het door Lennon geschreven Any Time at All. When I Get Home werd in 11 takes door de groep opgenomen.

## Release
When I Get Home werd op 10 juli 1964 in Groot-Brittannië uitgebracht op het album A Hard Day's Night. Dit album werd wederom een wereldwijd succes. In de Verenigde Staten verscheen When I Get Home niet op het album A Hard Day's Night. Platenmaatschappij Capitol had de gewoonte om nummers van Beatles-albums achter te houden en met deze nummers 'nieuwe' albums uit te geven. Hierdoor kwam When I Get Home terecht op het album Something New dat op 20 juli 1964 in de VS werd uitgebracht door Capitol.

## Credits
- John Lennon - zang, achtergrondzang, slaggitaar
- Paul McCartney - achtergrondzang, basgitaar
- George Harrison - achtergrondzang, leadgitaar
- Ringo Starr - drums